# Donald Finlayson
Pour les articles homonymes, voir Finlayson.
Donald M. Finlayson (9 août 1854-30 septembre 1934) est un fermier et homme politique provincial canadien de la Saskatchewan. Il représente les circonscriptions de North Battleford et Jack Fish Lake à titre de député du Parti libéral de la Saskatchewan de 1908 à 1934.

## Biographie
Né dans le comté d'Elgin en Ontario, Finlayson est le fils de Duncan Finlayson et d'Annabel Matheson, tous deux provenant d'Écosse. S'établissant à Battleford en 1879, il marie son épouse  Katie en 1881. Leur domicile étant ravagé lors de la rébellion du Nord-Ouest en 1885, la famille n'est pas prise à partie puisqu'ils avaient été avertie d'avance. Durant la rébellion, Finlayson sert dans la milice locale et sert à titre de président de la North Battleford Agricultural Society.